# Disturbo da accumulo
Il disturbo da accumulo (in inglese hoarding disorder, definito in precedenza disposofobia, oggi meglio definito come: Disturbo da Accumulo Compulsivo, accumulo patologico seriale, accaparramento compulsivo, mentalità Messie o sillogomania) è un disturbo del controllo degli impulsi caratterizzato da un bisogno compulsivo di acquisire, mantenere e incrementare una notevole quantità di oggetti, i più svariati, che sono vissuti dalle persone affette da tale disturbo, come veri e propri "beni", e quindi di valore, ma in realtà dal valore scarso o addirittura nullo, spesso anzi i singoli elementi sono inutili, pericolosi o insalubri. L'accaparramento compulsivo provoca impedimenti e danni significativi ad attività essenziali della vita domestica: mobilità, alimentazione, pulizia e sonno.
Per lungo tempo non è stato chiaro se il disturbo da accumulo fosse un disturbo isolato o piuttosto un sintomo di un'altra condizione, come il disturbo ossessivo-compulsivo a cui veniva associato. Solo dal 2014 è stato riconosciuto come categoria diagnostica a sé stante.
Tale disturbo è diffuso in tutto il mondo, apparentemente senza distinzioni di ceto, etnia, cultura di appartenenza o livello di istruzione, con un'incidenza calcolata sul 4-5% della popolazione. Raggiunse notorietà grazie ad alcuni docu-reality, il più diffuso dei quali venne originariamente trasmesso a partire dal 14 marzo 2010 dall'emittente statunitense TLC con il titolo: Hoarding: Buried Alive. In Italia è stato mandato in onda da Real Time con il titolo Sepolti in casa.

## Caratteristiche

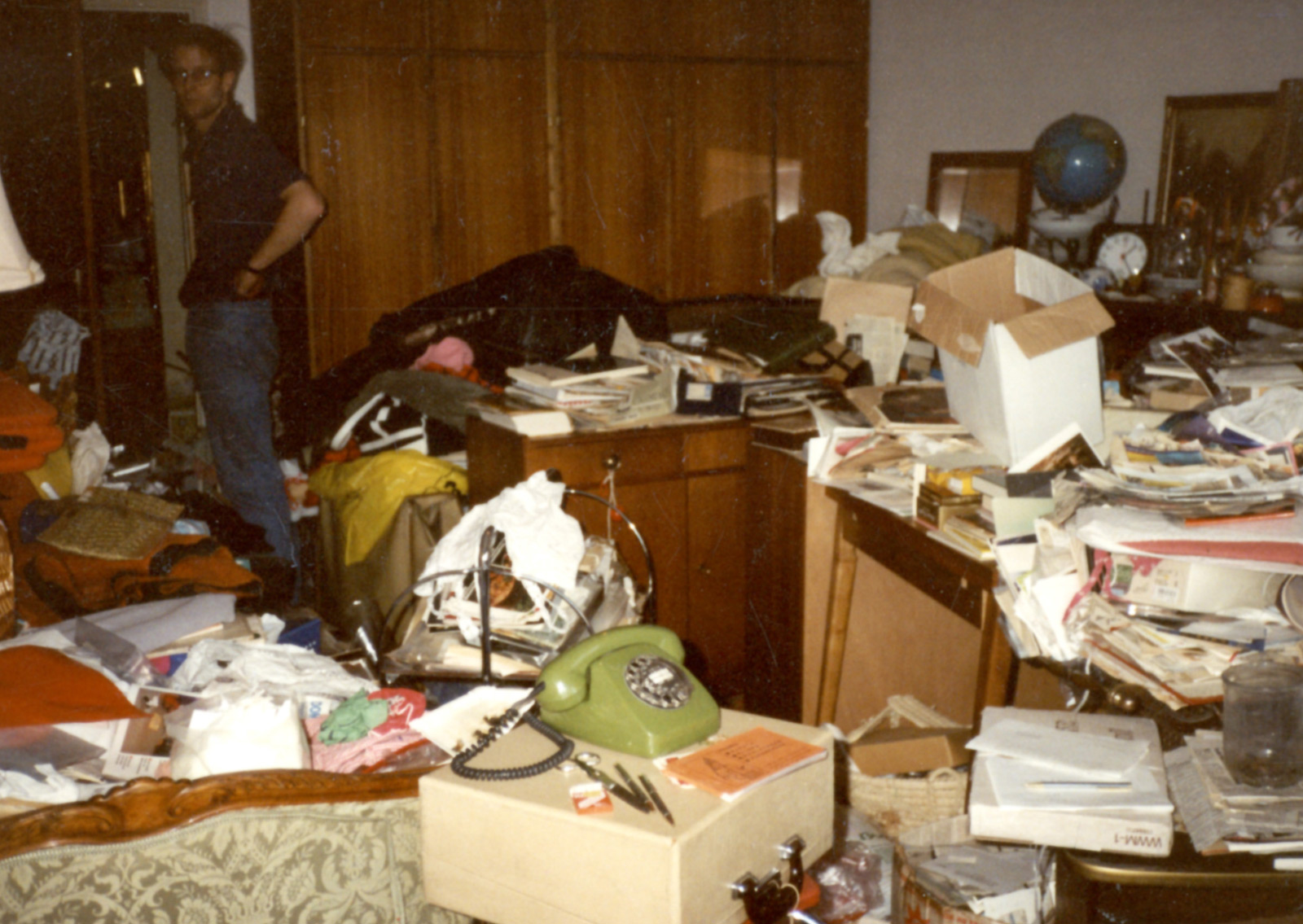
Accumulo patologico in un appartamento

Il termine disposofobia a lungo utilizzato significa letteralmente "paura di buttare", dall'inglese to dispose, "gettare", "buttare", "disfarsi (di qualcosa)", con il suffissoide -fobia, dal greco φόβος, phóbos, "panico", "paura", tuttavia non descrive in maniera completa le caratteristiche del disturbo focalizzandosi solo sul post, ovvero arrivare all'incapacità di prendere la decisione di buttare qualsiasi oggetto, indipendentemente dal valore.
La definizione utilizzata nel DSM e dai clinici oggi è esclusivamente disturbo da accumulo, pur essendo anche questa espressione incompleta in quanto di riferisce solo al pre, ovvero l'atto compulsivo di raccolta.
Frost e Hartl (1996) forniscono come definizione le seguenti caratteristiche:
- acquisire, senza poi disfarsene, un gran numero di beni che appaiono inutili o di scarso valore;
- spazi vitali ingombrati in modo tale da impedire le attività per le quali tali spazi sono stati progettati;
- disagio significativo o menomazione nel funzionamento causati dall'accaparramento;
- ritrosia o incapacità a restituire oggetti presi in prestito (l'accaparramento impulsivo potrebbe a volte portare a cleptomania o furto).

Le case delle persone vittima del disturbo da accumulo presentano anche fattori di rischio per la comunità, aumentando il rischio di incendi ed infestazioni, lesioni causate dall'urtare alcuni oggetti e altri rischi per la salute e la sicurezza.
I soggetti affetti credono che gli oggetti accumulati siano molto preziosi davanti alla minaccia che vengano buttati, indipendentemente dal loro valore, economico e affettivo.
Di seguito, un elenco dei tratti più comuni::
1. sono perfezionisti;
2. dipendono dal contatto visivo con gli oggetti;
3. hanno relazioni contrastanti con i propri familiari;
4. hanno un indice di massa corporea superiore alla media;
5. soffrono di depressione;
6. sono disponibili al distacco dagli oggetti solo se rassicurati che non saranno buttati/sprecati;
7. vivono in un eccessivo disordine;
8. provano piacere dal proprio disturbo (egosintonia), a differenza di persone affette da altre patologie;
9. sono collezionisti;
10. hanno una intensa paura di sbagliare e commettere errori;
11. soffrono di ossessioni riguardo ordine e simmetria;
12. sono attratti dall'utilità degli oggetti, dal non sprecare e dal senso di responsabilità;
13. evitano il disagio (punto chiave nello sviluppo e nel protrarsi del disturbo);
14. hanno una storia personale caratterizzata da assenza di calore, accettazione e supporto nei primi anni di vita;
15. parlano in modo molto elaborato, con troppi dettagli e perdendo il filo del discorso;
16. le capacità di comportamento finalizzato, pianificazione, organizzazione, decisione, attenzione e motivazione risultano in parte compromesse.

## Differenze con il collezionismo
Possono esistere fenomeni di collezionismo con forti affinità, visive e compulsive, con il disturbo da accumulo, tuttavia vi sono alcune fondamentali differenze.
Il collezionista, come l'accumulatore, può arrivare anche a stravolgere la propria abitazione e a dedicare una gran parte di essa alla propria collezione, ma questa viene catalogata con cura e gli oggetti che la compongono sono accuratamente manutenuti e non di rado vengono dedicati spazi e mobili alla loro "presentazione".
La persona con il disturbo invece accumula seguendo una compulsione irresistibile e una volta che gli oggetti sono entrati in casa perdono di interesse e di valore, finendo per essere accatastati in modo grossolano in quanto ormai privi di interesse. Il valore degli oggetti viene però amplificato e magnificato non appena si presenta il rischio di perderli, con reazioni emotive che possono passare dalla disperazione, all'aggressione di chi in quel momento costituisce un "pericolo" e potrebbe sottrarre o peggio buttare gli stessi.

## NSGCD Clutter Hoarding Scale

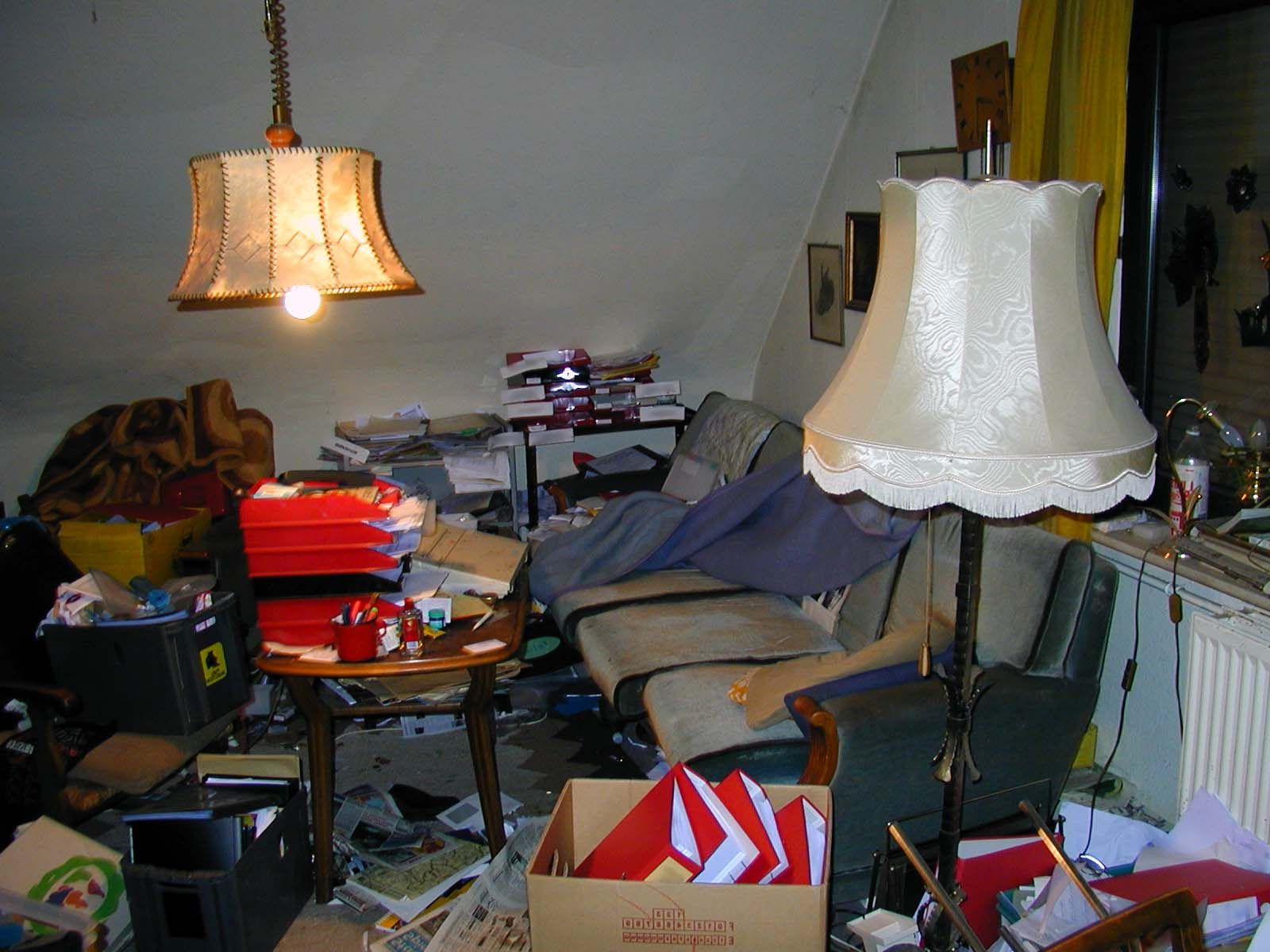
Soggiorno di persona disposofobica

Sebbene non siano comunemente usati dagli psicologi clinici, sono stati stabiliti dal National Study Group on Chronic Disorganisation (NSGCD) alcuni criteri su una scala a cinque livelli di accumulo, intitolata NSGCD Clutter Hoarding Scale. Tale scala distingue cinque livelli di accumulo, dal livello I (il meno grave) al livello V (il più grave). All'interno di ogni livello ci sono quattro categorie specifiche che definiscono la gravità del disordine e del potenziale di accumulo:
- Struttura e zonizzazione;
- Presenza di animali;
- Funzioni del nucleo famigliare;
- Igiene e pulizia.

## Condizioni correlate

### Disturbo ossessivo-compulsivo
Diversi studi hanno riportato una correlazione tra disturbo da accumulo e la presenza e/o gravità del disturbo ossessivo-compulsivo (DOC). Il disturbo da accumulo non sembra implicare gli stessi meccanismi neurologici delle più comuni forme di disturbo ossessivo-compulsivo e non risponde agli stessi farmaci (che hanno come obiettivo la serotonina). Il comportamento di accumulo è anche correlato con il disturbo ossessivo-compulsivo di personalità (OCPD). Vi potrebbe essere una sovrapposizione con una condizione conosciuta come disturbo del controllo degli impulsi (ICD), in particolare quando l'accumulo compulsivo è collegato ad acquisto compulsivo o comportamento di acquisto. Comunque, alcune persone con comportamento di accumulo compulsivo non mostrano altri segni di quanto è solitamente considerato DOC, OCPD o ICD. Coloro a cui è stato diagnosticato il disturbo da deficit di attenzione e iperattività (DDAI) spesso hanno tendenze di accumulo.

## Società e cultura

### Letteratura e cinema
- Un primo esempio di persona accumulatrice ossessiva-compulsiva è presente nel romanzo del 1842 Le anime morte (Mjortvyje duši) di Nikolaj Vasil'evič Gogol', il personaggio Plyushkin è un accumulatore ossessivo compulsivo.
- Nel film collettivo a episodi italiano I nuovi mostri - del 1977 - diretto da Mario Monicelli, Dino Risi ed Ettore Scola, nell'episodio Mammina e mammone i protagonisti - interpretati da Nerina Montagnani e Ugo Tognazzi - vagano per Roma come barboni e vivono in un desolante alloggio dove accumulano rifiuti e tutto ciò che trovano per strada.
- Nella serie tv statunitense La signora in giallo (Murder, She Wrote), episodio 15 della terza stagione, "L'ora della verità" (The Bottom Line is Murder del 1987), in uno studio televisivo l'addetto alle pulizie Bert Tananka raccoglie di nascosto e accumula da tempo ogni sorta di rifiuti abbandonati da persone famose apparse nelle trasmissioni.
- Un esempio di accumulazione ossessiva-compulsiva è descritto nel racconto breve Pezzetti di spago assolutamente inutilizzabili della raccolta Gli arancini di Montalbano (1999) di Andrea Camilleri, poi rappresentata nella serie televisiva Il giovane Montalbano (2012) nell'episodio Ritorno alle origini.
- Un altro esempio di accumulazione patologica, in questo caso con motivazione morbosa e feticistica, è nella stessa serie tv Il giovane Montalbano (2015) nell'episodio Un'albicocca, dove un maniaco (Pippo Bosco) raccoglie e conserva i rifiuti abbandonati dalla bellissima modella sua vicina di casa.
- In Parole d'amore (Bee Season) del 2000 di Myla Goldberg, la madre di Miriam è una accumulatrice ossessiva-compulsiva.
- In After Life, serie televisiva Netflix del 2019 di e con Ricky Gervais, uno dei personaggi della serie, Brian, soffre di disturbo da accumulo dopo esser stato lasciato dalla moglie.
- Una classica accumulatrice seriale, resa tale dalle delusioni affettive, è rappresentata nella serie televisiva Mina Settembre (2021) nell'episodio Solitudine.
- La gattara pazza (The crazy cat lady, in originale) nella serie animata I Simpson è una accumulatrice seriale.